# Andrej Zamkovoj
Andrej Viktorovitj Zamkovoj (ryska: Андрей Викторович Замковой), född 4 juli 1987 i Ryssland, är en rysk boxare som tog OS-brons i welterviktsboxning 2012 i London. 